# John Gaillard
John Gailllard (ur. 5 września 1765 w Prowincji Karoliny Południowej, zm. 26 lutego 1826 w Waszyngtonie) – amerykański polityk.

## Życiorys
Urodził się 5 września 1765 na terenie Prowincji Karoliny Południowej. Został wykształcony w Wielkiej Brytanii, w kierunku prawniczym. W latach 1794–1804 zasiadał w legislaturze stanowej Karoliny Południowej. W 1804 roku wygrał wyboru uzupełniające do Senatu (z ramienia Partii Demokratyczno-Republikańskiej), mające obsadzić wakat po rezygnacji Pierce’a Butlera. W latach 1810, 1814–1819 i 1820–1825 pełnił funkcję przewodniczącego pro tempore. Mandat senatora sprawował do śmierci, która nastąpiła 26 lutego 1826 roku w Waszyngtonie.